# Девочки в тюрьме (фильм, 1994)
«Девочки в тюрьме» (англ. Girls In Prison) — художественный фильм, триллер, одна из позднейших работ жанра Women in Prison, не рекомендуемый детям до 16 лет. Является римейком фильма «Девочки в тюрьме» 1956 года.

## Сюжет
Действие разворачивается в 50-е годы двадцатого века в США. Молодая девушка, связанная с музыкальным бизнесом, осуждена за убийство продюсера, которое она не совершала. Попав в тюрьму, она попытается доказать свою невиновность. В тюрьме она сталкивается с суровыми законами заключённых.

## В ролях
- Энн Хэч — Дженнифер
- Мисси Крайдер — Эджи О’Хэнлон
- Айони Скай — Кэрол Мэдисон
- Джон Полито — босс Джонсон
- Ричмонд Аркетт — детектив Дэн Кэмпион
- Нестор Серрано — Борселино